# ファルサラ
ファルサラ（ギリシア語: Φάρσαλα）は、ギリシャのテッサリア地方ラリサ県の南部に位置する町で、古代にはファルサロスまたはファルサルス（古代ギリシア語: Φάρσαλος、ラテン語: Pharsalus）と呼ばれていた。また、オスマン帝国時代には町の名前はÇatalcaと呼ばれていた。
綿花栽培と畜産業が盛んで、繊維産業に雇用される住民も多い。菓子の一種ハルヴァの生産や、ファルサルスの戦いに代表される古代史の現場としても有名な場所である。

## 歴史

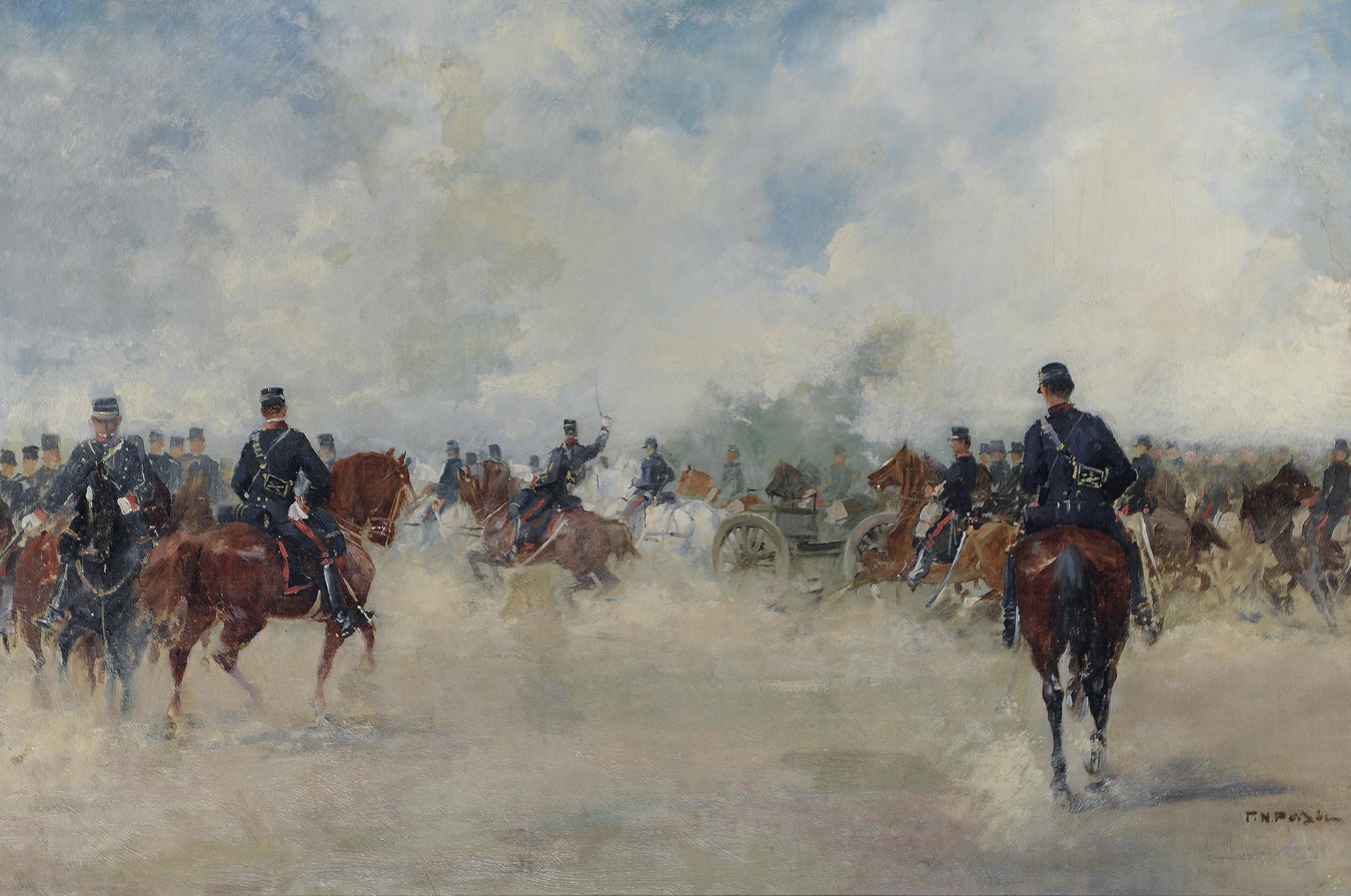
希土戦争のファルサルスの戦い
(画)ゲオルギオス・ロイロス

古代ギリシア時代はテッサリア地方の主要都市で、プティア（Φθία）の中心地であった。紀元前5世紀に起こったペルシア戦争では（マケドニア側に付いたテッサリアと違い）ギリシア連合側に付いた。紀元前4世紀には地域の軍事的強国に成長したテッサリアに併合され、その後テッサリアがピリッポス2世率いるマケドニア王国に服属したため、この地もマケドニアの一部となった。第二次マケドニア戦争と第三次マケドニア戦争では戦場となり、その後この地域一帯は共和政ローマの一部となった。
紀元前48年にはローマ内戦ではポンペイウスらの元老院派とカエサルがファルサルスの戦いをファルサラの平原で行った結果、カエサル派が勝利し最終的にローマの共和制が終焉することとなった。
古代ローマの地理学者ストラボンは、この地にはファルサロス（Φάρσαλος）と旧ファルサロス（Παλαιοφάρσαλος, Palaeopharsalos, パレイオファルサロス）の2つの町があったと書き遺している。

## 交通機関
- ギリシャ国鉄（Ο.Σ.Ε.） パレイオファルサロス駅（Παλαιοφάρσαλος）（アテネとテッサロニキ間の幹線とカランバカ支線の乗換駅）